# جون ديفيس (مخرج أفلام)
جون ديفيس (بالإنجليزية: John A. Davis)‏ (و. 1963  م) هو مخرج أفلام، وكاتب سيناريو، ومنتج أفلام، ورسام رسوم متحركة، وملحن، ومؤدي أصوات أمريكي، ولد في دالاس، تكساس.

## التعليم
تعلم في جامعة ساوثرن ميثوديست
.

## جوائز وترشيحات
حصل على جوائز منها:

جائزة روما الأمريكية
ترشح لـ:
جائزة الأوسكار لأفضل فيلم صور متحركة، عن عمل: جيمي نيوترون: فتى عبقري.

## وصلات خارجية
- جون ديفيس على موقع IMDb (الإنجليزية)
- جون ديفيس على موقع أول موفي (الإنجليزية)
- جون ديفيس على موقع قاعدة بيانات الأفلام السويدية (السويدية)
- جون ديفيس على موقع قاعدة بيانات الفيلم (الإنجليزية)
- جون ديفيس على موقع كينوبويسك (الروسية)